# Бубсхајм
Бубсхајм (њем. Bubsheim) општина је у њемачкој савезној држави Баден-Виртемберг. Једно је од 34 општинска средишта округа Тутлинген. Према процјени из 2010. у општини је живјело 1.184 становника. Посједује регионалну шифру (AGS) 8327007.

## Географски и демографски подаци
Бубсхајм се налази у савезној држави Баден-Виртемберг у округу Тутлинген. Општина се налази на надморској висини од 909 метара. Површина општине износи 8,3 km². У самом мјесту је, према процјени из 2010. године, живјело 1.184 становника. Просјечна густина становништва износи 143 становника/km².